# Zanclea tipis
Zanclea tipis is een hydroïdpoliep uit de familie Zancleidae. De wetenschappelijke naam van de soort werd in 2002 gepubliceerd door Puce, Cerrano, Boyer, Ferretti & Bavestrello.